# Oxypetalum rusbyi
Oxypetalum rusbyi là một loài thực vật có hoa trong họ La bố ma. Loài này được (Malme) Liede & Meve mô tả khoa học đầu tiên năm 2001.